# Purtighat
Purtighat (en népalais : पुर्तिघाट) est un comité de développement villageois du Népal situé dans le district de Gulmi. Au recensement de 2011, il comptait 2 044 habitants.